# Psaume 42 (Mendelssohn)
Pour le psaume original, voir Psaume 42 (41).

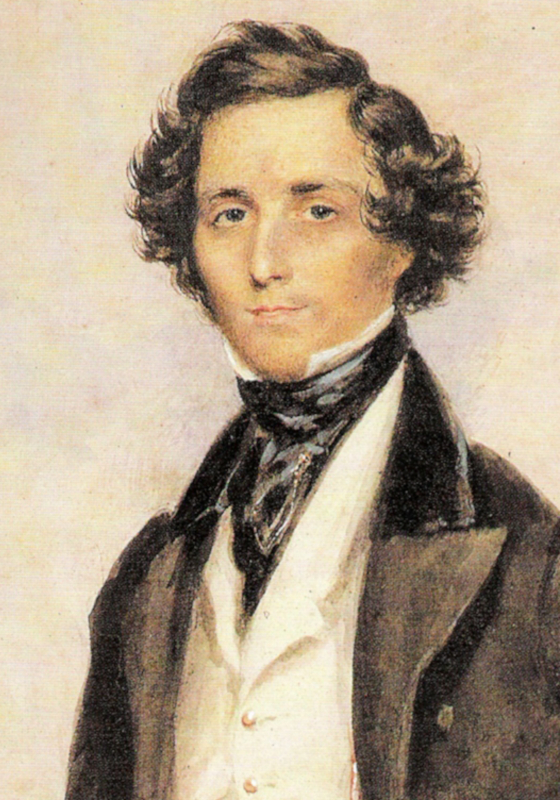
Felix Mendelssohn

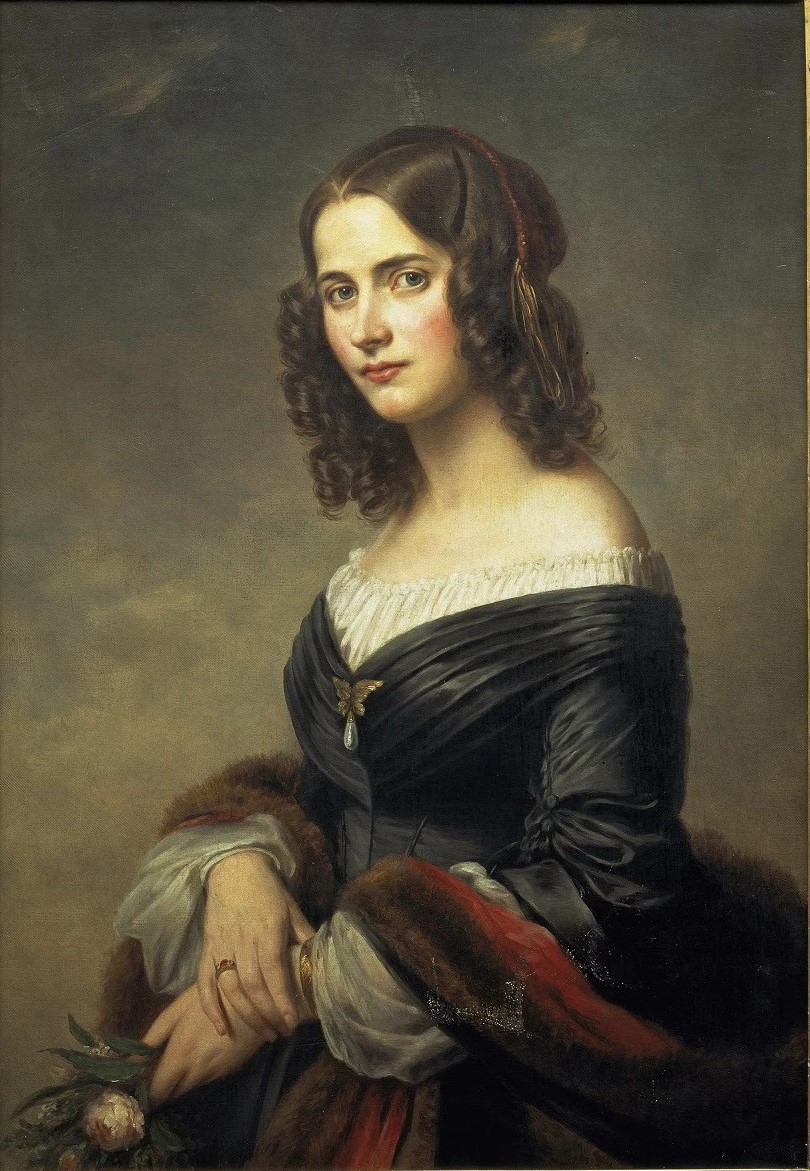
Cecile Mendelssohn, son épouse

Le Psaume 42,  op. 42 (MWV A 15) de Felix Mendelssohn, est une pièce écrite pour chœur mixte, voix solistes et orchestre. Elle fut composée à l’occasion du voyage de noces du compositeur, en cadeau à sa nouvelle femme qui était la fille d’un pasteur. Ce Psaume 42 fut publié par Breitkopf & Härtel à Leipzig en 1839.
Schumann voyait, dans le Psaume 42 de Felix Mendelssohn, le chef d’œuvre de sa musique religieuse et, plus largement, de la musique religieuse de son temps. En France, ces magnifiques pages sont généralement chantées en allemand bien qu’une version anglaise existe. La durée est approximativement de 25 minutes.

## Structure de l’œuvre
Le texte du psaume a été écrit en allemand, mais Mendelssohn en a également fait une version anglaise. L’œuvre est structurée en sept mouvements, chacun prenant un ou plusieurs versets du psaume.
- Chœur : Wie der Hirsch schreit (As the Hart pants)
- Air (soprano) : Meine Seele dürstet nach Gott (For my soul thirsteth for God)
- Recitatif et air (soprano) : Meine Tränen sind meine Speise (My tears have been my meat) – Denn ich wollte gern hingehen (For I had gone forth most gladly)
- Chœur : Was betrübst du dich, meine Seele (Why, my soul, art thou so vexed?)
- Recitatif (soprano) : Mein Gott, betrübt ist meine Seele (My God, within me is my soul cast down)
- Quintette (soprano solo et chœur d’homme : ténors 1, ténors 2, basses 1 et basses 2) : Der Herr hat des Tages verheißen (The Lord hath commanded)
- Chœur final : Was betrübst du dich, meine Seele (Why, my soul, art thou so vexed?)

## Histoire de l’œuvre
Le 28 mars 1837, Mendelssohn épousait Cécile Jean Renaud, fille d’un pasteur de la communauté huguenote de Francfort. Le Psaume 42 fut écrit pendant leur voyage de noces. De retour à Leipzig, Mendelssohn ajouta un chœur dont les paroles « Preis sei dem Herrn, dem Gott Israels / Praise be the Lord, the God of Israel » ne font pas partie du Psaume 42 initial. Cette première version fut créée à Leipzig le 1er janvier 1838. Aussitôt après, Mendelssohn ajouta encore quatre morceaux, assez éloignés du recueillement initial (les nos 3, 4, 5, et le chœur final). Cette ultime version fut exécutée le 8 février 1838. Mendelssohn la dirigea de nouveau lors du concert du 21 mars 1839.
Le choix de ce Psaume — l’appel au secours d’une âme désespérée, assoiffée de Dieu — peut surprendre de la part d’un jeune marié. « Le pathos tendre et passionné qui règne dans toute cette composition a vraiment sa source dans une confiance exclusive en Dieu et dans un sentiment d’absolue soumission à sa volonté » (Ferdinand Hiller). Ces sentiments retenus, une tendre mélancolie, une nostalgie de Dieu s’accordent bien avec le bonheur parfait que le compositeur vivait. Mendelssohn ne pouvait exprimer alors des accents déchirants comme ceux de l’âme en quête de Dieu, et sa version de la plainte du psalmiste est tendrement voilée. Cette couleur particulière, propre au tempérament de Mendelssohn, ne trahit pas cependant le sens du texte : en choisissant la tonalité de fa majeur Mendelssohn illustre surtout le caractère bucolique du premier verset.

## Orchestration[2]
Pour cette œuvre, Mendelssohn a prévu un orchestre symphonique complet (pour l’époque) :
| Instrumentation du Psaume 42                                         |
| Cordes                                                               |
| premiers violons, seconds violons, altos, violoncelles, contrebasses |
| Orgue                                                                |
| orgue                                                                |
| Bois                                                                 |
| 2 flûtes 2 hautbois 2 clarinettes, 2 bassons                         |
| Cuivres                                                              |
| 2 cors, 2 trompettes, 3 trombones                                    |
| Percussions                                                          |
| timbales (nos 2 et 3)                                                |

## Les différents mouvements

### Wie der Hirsch schreit / As the Hart Pants
Orchestre sans les trombones et les timbales, et chœur.
Ce poème pastoral s'ouvre avec une lente montée orchestrale utilisant les vents pendant que les cordes suivent avec un accompagnement doux. Les retards créent une tension délicate sur lesquels entre la plainte des altos, constituant le premier thème de ce mouvement. La calme mélodie, diatonique, est reprise en imitations d'abord par les sopranos, puis les ténors et finalement par les basses. La partie centrale (la mineur), plus chromatique et tourmentée, permet d'entendre un second thème qui avait été esquissé dans la première partie. Après un retour au calme, le thème 1 est reexposé, à nouveau par les altos, mais doublé cette fois des basses. Un écho des sopranos et des ténors lance une courte phrase intense. Chaque voix appelle alors Dieu avant de s'éteindre après deux mesures a cappella. 

### Meine Seele dürstet nach Gott / For my soul thirsteth for God
Cordes et hautbois solo, soprano solo
Le troisième verset du Psaume emprunte largement au style baroque. La plainte encore plus tendre de la soprano, portée par les accords des cordes, dialogue avec le hautbois obligato dans un mouvement adagio.

### Denn ich wollte gern hingehen / My tears have been my meat
Cordes, petite harmonie, chœur de femmes et soprano solo
Le récit (verset 4) en style de cantate s'enchaîne avec le mouvement précédent indiqué par Mendelssohn attacca subito. Ces quelques phrases introduisent le solo de soprano avec chœur de femmes (verset 5), hymne d'actions de grâce, en forme de marche, allegro. La mélodie du soprano est accompagnée par les accords des bois et les entrelacs des violons en doubles croches qui évoquent le « Pèlerinage » vers le temple de Jéhovah.

### Was betrübst du dich, meine seele / For I had gone forth most gladly
Orchestre complet sans les timbales, et chœur
Why, my soul, art thou so vexed? Un récitatif choral plein d'élan (verset 6) exprime la consolation apportée à l'âme inquiète. Il commence par les hommes à l'unisson légèrement soutenus par les cordes, les cors et les bassons. Le chœur «  Harre auf Gott  » (più animato), dont le thème sera repris dans le mouvement final, est accompagné par l'orchestre au complet.

### Mein Gott, betrübt ist meine Seele / Why, my soul, art thou so vexed?
Cordes et soprano solo
Les derniers accords du mouvement précédent sont tenus pendant que commence le récitatif de la soprano, accompagné par les cordes. Le texte est celui des versets 7 et 8 du psaume.

### Der Herr hat des Tages verheissen seine Güte / The Lord hath commanded
Cordes, deux flûtes, chœur d'hommes et soprano solo
Ce chœur d'hommes peut être confié à quatre solistes (deux basses et deux ténors) ou, puisque l'écriture le permet, chanté par les hommes du grand chœur. Le chœur est soutenu par une doublure légère aux violoncelles divisés et aux altos. Les flûtes et les violons entrent avec la soprano solo qui s'intercale à plusieurs reprises avec le chœur. Ces deux plans sonores finissent par se fondre dans un ensemble d'une rare beauté. C’est le morceau favori du compositeur. La plainte de la soprano conserve le dessin nerveux des violons du récit précédent. 

### Was betrübst du dich, meine Seele / Why, my soul, art thou so vexed?
Tout l'orchestre et chœur
Comme au 4e mouvement, les hommes commencent seuls, ponctués de quelques grands accords d'orchestre. Mais cette fois, les femmes interviennent à trois voix (division des sopranos) dans cette partie introductive au style grégorien.
Puis molto allegro, le chœur reprend d'abord les thèmes du n° 4 : le second, « Harre auf Gott », (Trust thou in God), assorti d'un flot continu de doubles croches et fugué. Mendelssohn ajoute «  Preis sei dem Herrn, dem Gott Israels  » ( Praised be the Lord, the God of Israel), poco più animato. La coloration très profane, qui finit par s'imposer, annonce curieusement le finale du premier acte de Lohengrin (composé dix ans plus tard). 

## Texte du psaume
| Texte allemand | Traduction française |
| --- | --- |
| 1. Coro Wie der Hirsch schreit nach frischem Wasser, so schreit meine Seele, Gott, zu Dir. | 1. Chœur Comme un cerf altéré cherche l'eau vive, ainsi mon âme te cherche toi, mon Dieu. |
| 2. Aria (Sopran) Meine Seele dürstet nach Gott, nach dem lebendigen Gotte! Wann werde ich dahin kommen, dass ich Gottes Angesicht schaue? | 2 Air (soprano) Mon âme a soif de Dieu, le Dieu vivant ; quand pourrai-je m'avancer, paraître face à Dieu ? Récitatif ( Soprano) Je n'ai d'autre pain que mes larmes, le jour, la nuit, moi qui chaque jour entends dire : « Où est-il ton Dieu ? »                     |
| 3. Recitativo und aria (Soprano con coro) Meine Tränen sind meine Speise Tag und Nacht, weil man täglich zu mir saget: Wo ist nun dein Gott? Wenn ich dess’ inne werde, so schütte ich mein Herz aus bei mir selbst: Denn ich wollte gern hingehen mit dem Haufen und mit ihnen wallen zum Hause Gottes, mit Frohlocken und mit Danken unter dem Haufen, die da feiern. | 3. Air et chœur. Je me souviens, et mon âme déborde : en ce temps-là, je franchissais les portails ! Je conduisais vers la maison de mon Dieu la multitude en fête, parmi les cris de joie et les actions de grâce.                                                     |
| 4. Coro Was betrübst du dich, meine Seele, und bist so unruhig in mir? Harre auf Gott! Denn ich werde ihm noch danken, dass er mir hilft mit seinem Angesicht. | 4. Chœur Pourquoi te désoler, ô mon âme, et gémir sur moi ? Espère en Dieu ! De nouveau je rendrai grâce : il est mon sauveur et mon Dieu ! |
| 5. Recitativo (Soprano) Mein Gott, betrübt ist meine Seele in mir, darum gedenke ich an dich! Deine Fluten rauschen daher, dass hier eine Tiefe und dort eine Tiefe brause, alle deine Wasserwogen und Wellen gehn über mich. Mein Gott, betrübt ist meine Seele in mir!                                                                                                | 5. Recitativo ( Soprano) Si mon âme se désole, je me souviens de toi, depuis les terres du Jourdain et de l'Hermon, depuis mon humble montagne. L'abîme appelant l'abîme à la voix de tes cataractes, la masse de tes flots et de tes vagues a passé sur moi.           |
| 6. Quintette (Soprano, 2Ténors, 2 Basses) Der Herr hat des Tages verheißen seine Güte, und des Nachts singe ich zu ihm und bete zu dem Gotte meines Lebens. Mein Gott! Betrübt ist meine Seele in mir, warum hast du meiner vergessen? Warum muss ich so traurig gehn, wenn mein Feind mich drängt?                                                                     | 6. Quintette ( Soprano, 2 Tenors et 2 Bassi) Au long du jour, le Seigneur m'envoie son amour ; et la nuit, son chant est avec moi, prière au Dieu de ma vie. Je dirai à Dieu, mon rocher : « Pourquoi m'oublies-tu ? Pourquoi vais-je assombri, pressé par l'ennemi ? » |
| 7. Schlusschor Was betrübst du dich, meine Seele, und bist so unruhig in mir? Harre auf Gott! Denn ich werde ihm noch danken, dass er meines Angesichts Hilfe und mein Gott ist. Preis sei dem Herrn, dem Gott Israels, von nun an bis in Ewigkeit! | 7. Chœur final Pourquoi te désoler, ô mon âme, et gémir sur moi ? * Espère en Dieu ! De nouveau je rendrai grâce : il est mon sauveur et mon Dieu ! Le Dieu d’Israël maintenant et à jamais.                                                                            |